# Риган, Дональд Томас
Дональд Томас Риган (англ. Donald Thomas Regan; 21 декабря 1918 — 10 июня 2003) — 66-й министр финансов США при президенте Рональде Рейгане.

## Биография
Родился в Кембридже, Массачусетс. Окончил в 1940 году Гарвардский университет со степенью бакалавра, продолжал образование в Гарвардской школе права.
С началом Второй мировой войны был призван в армию. Воевал в морской пехоте на Тихом океане, участвовал в сражениях за Гуадалканал и Окинаву, войну закончил в звании подполковника.
После войны в 1946 году приходит работать в банк Merrill Lynch, к 1971 году достиг должностей председателя правления и исполнительного директора и оставался на этих постах до 1980 года.
С избранием в 1981 году Рональда Рейгана 40-м президентом США перешёл на работу министром финансов, сменив на этом посту Уильяма Миллера. В 1985 году становится руководителем аппарата Белого Дома. Ушёл в отставку в 1987 году в связи с причастностью к делу Иран-контрас. На посту его сменил Говард Бейкер.

### Семейное положение
Супруга — Энн Бьюкенен. У них было четверо детей и девять внуков. Дональд Риган скончался на 84-м году жизни в больнице города Уильямсберг, штат Виргиния, после борьбы с раком.
Известен как один из активных проводников «Рейганомики», направленную на стимулирование экономики за счет снижения налогов.